# Vahap Şanal
Vahap Şanal (Smirne, 26 maggio 1998) è uno scacchista turco.
Ha ottenuto il titolo di Maestro Internazionale nel 2012 e di Grande Maestro in settembre 2016.
Nella lista FIDE di marzo 2020 ha 2581 punti Elo, al 4º posto nel suo paese.

## Principali risultati
- 2009 –  3º nel campionato dei Balcani rapid U16; 2° nel torneo giovanile di Dubai;
- 2010 –  2º nel campionato europeo scolastico U13; 2º nel campionato del mondo scolastico U13;
- 2011 –  2º nel campionato del mondo scolastico U14;
- 2012 –  1º nel campionato europeo scolastico U15;
- 2013 –  2º nel campionato del mondo scolastico U15;
- 2014 –  medaglia d'oro individuale nelle olimpiadi degli scacchi juniores U16;
- 2015 –  medaglia d'oro individuale nel Campionato europeo a squadre blitz;
- 2017 –  1° nel Dolomitenbank Open di Lienz; 2° nell'open di Graz;
  in giugno realizza 4 /6 (+2 =4) in quarta scacchiera nel Campionato del mondo a squadre di Khanty-Mansijsk;[3][4]
- 2018 –  3º nel campionato europeo rapid di Skopje;
- 2019 –  in marzo vince il Dolomitenbank Open di Lienz con 7 /9[5];
  in dicembre vince il campionato turco con 9 /10 (+8 =2).[6]
- 2020 -  in novembre a Kemer vince nuovamente il campionato turco, ottenendo 7 /10 (+5 =4) in questa edizione.[7]